# Sparisoma tuiupiranga
Sparisoma tuiupiranga és una espècie de peix de la família dels escàrids i de l'ordre dels perciformes.

## Morfologia
Els mascles poden assolir els 15,4 cm de longitud total.

## Distribució geogràfica
Es troba al Brasil (des de l'estat de Bahia fins al de Santa Caterina).